# Michael Christensen (politiker)
 Der er flere personer med dette navn, se Michael Christensen.
Michael Christensen (født 26. juni 1977 i Ålborg) er cand.scient.pol. og tidligere landsformand for Konservativ Ungdom (2000 – 2001). Han var kandidat til Europa-Parlamentsvalget 2009 for Det Konservative Folkeparti. Michael Christensen blev student fra Støvring Gymnasium i 1996 og cand.scient.pol. fra Aarhus Universitet i 2004.